# Список посёлков Баку
В данной статье представлены посёлки города Баку по районам.

## Бинагадинский район
- 28 Мая
- Баладжары
- Ходжасан
- Мамед Эмин Расулзаде
- Сулутепе

## Хатаинский район
- Ахмедли

## Хазарский район
- Бина
- Бузовна
- Кала
- Мардакян
- Шаган
- Шувелян
- Тюркан
- Зиря

## Гарадагский район
- Баш Алят
- Чеильдаг
- Алят
- Ейбят
- Кёргёз
- Котал
- Карадаг
- Каракоса
- Кызыл-Даш
- Гобустан
- Локбатан
- Мушфигабад
- Пирсаат
- Пута
- Сахиль
- Сангачалы
- Шыхлар
- Шонгар
- Шубаны
- Умид
- Ени-Алят

## Наримановский район
- Бёюк-Шор

## Низаминский район
- 8-й километр
- Кешля

## Пираллахинский район
- Пираллахи
- Жилой
- Нефтяные Камни

## Сабунчинский район
- Бакиханов
- Балаханы
- Кюрдаханы
- Бильгях
- Маштага
- Нардаран
- Пиршаги
- Рамана
- Рамана - 450
- Сабунчи
- Новый Рамана
- Забрат

## Сабаильский район
- Биби-Эйбат
- Бадамдар

## Сураханский район
- Амирджаны
- Бахар
- Бюльбюля
- Говсан
- Деде-Горгуд
- Карачухур
- Новый Сураханы
- Зых